# Hank Pym
Tiến sĩ Henry "Hank" Pym là một nhân vật hư cấu xuất hiện trong truyện tranh Marvel của Mỹ. Nhân vật này được sáng tạo bởi Stan Lee, Larry Lieber, Jack Kirby và xuất hiện lần đầu tiên trong Tales to Astonish #27 (tháng 1 năm 1962). Nhân vật là một nhà khoa học xuất hiện trong một tuyển tập truyện khoa học viễn tưởng và là phiên bản đầu tiên của siêu anh hùng Người Kiến với sức mạnh thu nhỏ như côn trùng. Cùng với cộng sự chống tội phạm và cũng là vợ mình là Janet van Dyne, ông liên tục thay đổi danh tính siêu anh hùng của mình như Giant-Man, Goliath, Yellowjacket và sau đó là Wasp. Ông là một trong những người sáng lập Biệt đội siêu anh hùng.
Hank Pym cũng xuất hiện trong nhiều sản phẩm của Marvel như phim hoạt hình, phim truyền hình, trò chơi điện tử và các mặt hàng khác như mô hình nhân vật và thẻ sưu tầm. Michael Douglas đóng vai Hank Pym trong phim Người kiến năm 2015 của Marvel Studios.

## Hoàn cảnh xuất bản
Hank Pym ra mắt trong một truyện ngắn gồm 7 trang với tiêu đề "The Man in the Ant Hill" (về một nhân vật thử nghiệm công nghệ thu nhỏ lên chính mình) trong tuyển tập khoa học viễn tưởng Tales to Astonish #27 (tháng 1 năm 1962). Đội ngũ sáng tác bao gồm Stan Lee- biên tập, Larry Lieber- viết kịch bản, Jack Kirby- phác họa, và Dick Ayers- in ấn. Lee đã từng nói về điều này năm 2008:   "Tôi làm một cuốn truyện tranh tên là "The Man in the Ant Hill" về một anh chàng tự thu nhỏ và sau đó bị kiến và ong đuổi theo. Cuốn truyện đó bán chạy đến nỗi tôi nghĩ rằng sẽ thật thú vị nếu cho anh ta trở thành một siêu anh hùng".
Kết quả là Pym được làm mới thành một siêu anh hùng trong trang phục Người Kiến xuất hiện trong cuốn Tales to Astonish #35 gồm 13 trang với 3 chương là "Return of the Ant-Man/An Army of Ants/The Ant-Man's Revenge". Tập #44 (tháng 6 năm 1963) ra mắt bạn gái và cũng là trợ lý của Hank là Janet van Dyne. Janet chọn danh tính Wasp và cùng với Pym xuất hiện trong Tales to Astonish. Tháng 9 năm 1963, Lee và Kirby sáng tạo ra Biệt đội siêu anh hùng, với Người Kiến và Wasp xuất hiện trong tập #1 như là người sáng lập của biệt đội.
Hàng thập kỷ sau, Lee đã giải thích tại sao "Người Kiến chưa bao giờ trở thành một trong những tác phẩm bán chạy hay có một cuốn sách riêng cho mình". Ông nói:
Tôi yêu thích Người Kiến, nhưng câu chuyện về anh chàng này chưa bao giờ thực sự thành công. Để làm cho Người Kiến trở            nên thành công, lúc anh ấy thu nhỏ phải vẽ anh ấy bên cạnh các vật lớn hơn và như vậy bạn sẽ có được một bức tranh khá trực     quan và sinh động. Những họa sĩ vẽ anh ấy, mặc dù tôi có nhắc họ bao nhiêu đi nữa nhưng họ luôn luôn quên mất sự thật đó. Thay    vào đó, họ sẽ vẽ anh ấy đứng trên mặt bàn và vẽ một anh chàng trông giống siêu anh hùng. Tôi nói:"Hãy vẽ một hộp diêm bên   cạnh anh ấy để chúng ta có thể thấy được sự khác biệt về kích cỡ. Nhưng họ vẫn tiếp tục quên. Do đó khi bạn nhìn tấm bìa, bạn    nghĩ rằng mình sẽ nhìn thấy một anh chàng mặc đồ lót như bao nhiêu người khác. Nó không có sự thú vị.
Pym bắt đầu tạo ra danh tính siêu anh hùng của mình trong Tales to Astonish, trở thành Giant-Man (cao 3.7m) trong tập #49 (tháng 11 năm 1963). Pym và van Dyne tiếp tục xuất hiện trong cuốn sách cho đến #69 (tháng 5 năm 1965), đồng thời xuất hiện trong The Avengers cho đến tập #15 (tháng 4 năm 1965), sau đó cặp đôi này tạm thời rời bỏ nhóm.
Pym tái hợp với Biệt đội siêu anh hùng và lấy danh tính là Goliath trong Avengers #28 (tháng 5 năm 1966). Anh dần dần rơi vào trạng thái căng thẳng thần kinh để rồi sau đó lấy danh tính khác là Yellowjacket trong tập #59 (tháng 12 năm 1968). Pym tái xuất là Người Kiến trong Avengers #93 (tháng 11 năm 1971) và cho các tập từ #4 đến #10 trong cuốn truyện đầu tiên của Marvel Feature (tháng 7 năm 1972 - tháng 7 năm 1973).  Sau khi xuất hiện định kỳ là Yellowjacket trong những năm 1980 và chiến đấu về tinh thần cũng như vấn đề tình cảm, Pym tạm thời che giấu con người thật của mình. Pym tham gia West Coast Avengers với tư cách là một nhà khoa học và nhà sáng chế trong West Coast Avengers quyển 2, tập #21 (tháng 6 năm 1987). Anh trở lại Biệt đội siêu anh hùng với vai trò là siêu anh hùng Giant-Man trong The Avengers quyển 3, tập #85 (tháng 9 năm 2004).
Sau cái chết của Janet van Dyne, Pym đau buồn lấy danh tính siêu anh hùng là Wasp để tưởng nhớ tới người phụ nữ anh từng kết hôn và ly hôn trong thời điểm đó, được đăng trong Secret Invasion: Requiem (tháng 6 năm 2009). Giant-Man xuất hiện là một nhân vật phụ trong Avengers Academy từ tập #1 (tháng 8 năm 2010) đến tập cuối #39 (tháng 1 năm 2013). Pym trở lại làm Wasp trong series Ant-Man & The Wasp (tháng 1 năm 2011) và cũng xuất hiện trong series Secret Avengers từ năm 2010 đến 2013, từ tập #22 (tháng 4 năm 2012) đến tập cuối #37 (tháng 3 năm 2013).
Sau Secret Avengers, Pym gia nhập Avengers A.I. sau khi đánh bại Ultron, sáng tạo của chính anh. Anh cũng xuất hiện trong nhiều truyện khác như Daredevil (tập 3 và 4) và Rage of Ultron.

## Tiểu sử

### 1960s
Tiến sĩ sinh học-hóa học Henry "Hank" Pym phát hiện ra sự bất thường trong một loại hạt siêu vi mà anh đặt tên là "hạt Pym". Bao bọc loại hạt này bằng hai huyết thanh khác nhau, anh đã tạo ra công thức thay đổi kích thước và công thức đảo ngược. Hank đã tự thử nghiệm trên chính cơ thể mình. Anh đã bị kẹt trong một tổ kiến sau khi thu nhỏ bằng kích cỡ côn trùng nhưng sau đó đã thoát ra và trở lại kích thước ban đầu. Anh đã phá hủy loại huyết thanh này sau khi nhận thấy chúng quá nguy hiểm. Không lâu sau, Hank đã đổi ý và chế tạo lại huyết thanh của mình. Trải nghiệm từ lần bị kẹt trong tổ kiến đã giúp Hank nghiên cứu về loài kiến, và anh đã chế tạo được một chiếc mũ bảo hiểm có thể giúp anh trò chuyện với loài kiến và điều khiển chúng. Hank thiết kế bộ đồ từ các phân tử không bền vững để tránh các vết cắn, vết cào của kiến, và tự nhận mình là siêu anh hùng Người Kiến. Sau một vài chuyến phiêu lưu, Hank được tiến sĩ Vernon van Dyne liên lạc để nhận sự trợ giúp trong việc liên lạc với sự sống ngoài hành tinh. Pym từ chối, nhưng anh lại bị thu hút bởi Janet van Dyne, con gái của ông. Vernon bị một người ngoài hành tinh tới Trái Đất giết hại và Janet đã nhờ đến sự trợ giúp của Pym để báo thù cho cha. Pym tiết lộ danh tính thật cho Janet và sử dụng hạt Pym để ghép cánh của loài ong vò vẽ đặt dưới vai Janet, thứ chỉ xuất hiện khi cô thu nhỏ. Janet lấy mật danh là Wasp và cùng với Pym đánh bại kẻ đã giết Vernon. Cặp đôi này nằm trong nhóm những người đã sáng lập nên Biệt đội siêu anh hùng.
Pym đã chọn mật danh đầu tiên của mình là Giant-Man. Anh và Wasp vẫn tiếp tục một mối quan hệ lãng mạn. Trong truyện tranh của ba thập kỷ sau đó, một cuốn truyện hồi tưởng đã tiết lộ rằng sở dĩ việc Pym chọn danh tính Giant-Man là để xứng với những đồng đội như Người Sắt hay Thor. Không lâu sau đó, Pym và Janet đã rời khỏi Biệt đội.
Khi trở lại, Pym đã lấy danh tính khác là Goliath. Một sự rủi ro đã làm cho Pym bị mắc kẹt ở hình dạng khổng lồ trong một vài tập sau đó và đã ảnh hưởng đến lòng tự trọng của anh. Sau khi lấy lại khả năng điều chỉnh kích thước, Pym chế tạo ra robot Ultron nhưng vô tình lại trở thành một trong những kẻ thù lớn nhất của Biệt đội siêu anh hùng. Trong một thí nghiệm thất bại, Pym đã hít phải hóa chất khiến anh bị chứng tâm thần phân liệt, và sau khi vượt qua khủng hoảng của bản thân, anh tái xuất hiện tại biệt thự Biệt đội siêu anh hùng với danh tính là Yellowjacket, tự nhận là đã vứt bỏ danh tính Hank Pym. Chỉ có Wasp là nhận ra Pym và đã tận dụng lợi thế trong việc đề nghị tổ chức hôn lễ của mình. Pym đã hồi phục sau một trận chiến với Circus of Crime trong lễ cưới.